# Кумарі (Кам'яномостівська сільська громада)
Кумарі́ — село в Україні, у Кам'яномостівській селищній громаді Первомайського району Миколаївської області. Населення становить 1186 осіб.

## Основні дані
Розташоване на лівому березі річки Кодими, за 25 км на південний захід від районного центру і за 12 км від залізничної станції Кам'яний Міст. Через село проходить автодорога Первомайськ — Криве Озеро. Сільраді підпорядковано селище Запоріжжя.

## Історія
Поблизу села виявлено поселення Черняхівської культури (II—VI ст. н. ери). Село засноване в 70-х рр. XVIII ст.
Під час організованого радянською владою Голодомору 1932—1933 років померло щонайменше 279 жителів села.
Під час Другої світової війни до радянської армії було мобілізовано 350 жителів села, 163 з них загинули, 131 — удостоєний урядових нагород. В. До. Вайсман, Ф. А. Котовський, З. Бі. Кулагіна були учасниками підпільної організації «Партизанська іскра» і загинули.
У 1969 році в Кумарях споруджений пам'ятник воїнам — визволителям і односельцям, полеглим у боях з нацистами.

## Населення

### Мова
Розподіл населення за рідною мовою за даними перепису 2001 року:
| Мова            | Кількість | Відсоток |
| --------------- | --------- | -------- |
| українська      | 1147      | 96.71%   |
| російська       | 24        | 2.03%    |
| вірменська      | 8         | 0.68%    |
| румунська       | 2         | 0.17%    |
| болгарська      | 2         | 0.17%    |
| угорська        | 1         | 0.08%    |
| білоруська      | 1         | 0.08%    |
| інші/не вказали | 1         | 0.08%    |
| Усього          | 1186      | 100%     |

## Економіка
В розпорядженні старостинського округу — 4527 га сільськогосподарських угідь, у тому числі 4171 га орних земель.
Основні напрями господарства — вирощування зернових культур і виробництво тваринницької продукції. Підсобні підприємства — млин і пилорама.
З прийняттям Президента України «Про невідкладні заходи щодо прискорення реформування аграрного сектору економіки» з грудня 1999 року в селі з'явилися всі передумови для перебудови суспільно-політичних та економічних взаємовідносин на селі.

## Культура та освіта
У селі є середня школа (27 вчителів і 300 учнів), будинок культури із залом на 300 місць, дві бібліотеки з книжковим фондом 16,1 тис. книг. До послуг жителів села — фельдшерсько-акушерський пункт, дитячий садок на 90 місць, три магазини, відділення Укрпошти, АТС на 50 номерів і відділення Ощадбанку України.